# Lacombe County
Das Lacombe County ist einer der 63 Verwaltungsbezirke, ein „municipal district“, in der Provinz Alberta, Kanada. Der Verwaltungsbezirk gehört zur Census Division 8 und ist Teil der Region Zentral-Alberta. Der Bezirk als solches wurde, durch die Zusammenlegung mehrerer anderer Bezirke, zum 1. Januar 1944 eingerichtet (incorporated als „Municipal District of Lacombe No. 398“) und änderte zuletzt im Jahr 1995 seinen Namen, von „County of Lacombe No. 14“, auf den aktuellen. Das County hat seinen Verwaltungssitz westlich der Stadt Lacombe am Alberta Highway 12.
Der Verwaltungsbezirk ist für die kommunale Selbstverwaltung in den ländlichen Gebieten sowie den nicht rechtsfähigen Gemeinden, wie Dörfern und Weilern und Ähnlichem, zuständig. Für die Verwaltung der Städte und Kleinstädte in seinen Gebietsgrenzen ist er nicht zuständig.
Namensgebend für den Bezirk ist die Stadt Lacombe, welche nach dem franco-kanadischen Missionar Albert Lacombe benannt ist.

## Lage
Der „Municipal District“ liegt im südlichen Zentrum der kanadischen Provinz Alberta, etwa 130 Kilometer südlich von Edmonton bzw. 170 Kilometer nördlich von Calgary. Der Bezirk liegt am Rand der Aspen Parkland Region, am nördlichen Ende des Palliser-Dreiecks, und wird vom Blindman River durchflossen, der nach einem Richtungswechsel den Bezirk im Süden streckenweise auch zu Nachbarbezirken abgrenzt, bevor er in den Red Deer River einmündet und dieser die Südgrenze markiert. Im Osten läuft die Bezirksgrenze teilweise entlang des Buffalo Lake. Im zentralen Süden, am Sylvan Lake, bzw. im zentralen Norden, am Gull Lake, liegen mit dem Jarvis Bay Provincial Park und dem Aspen Beach Provincial Park zwei der Provincial Parks in Alberta im Bezirk.
Die Hauptverkehrsachsen des Bezirks sind die in Nord-Süd-Richtung verlaufenden Alberta Highway 2, Alberta Highway 2A, Alberta Highway 20 und Alberta Highway 21 sowie die in Ost-West-Richtung verlaufenden Alberta Highway 11, Alberta Highway 12 und Alberta Highway 50. Außerdem verlaufen mehrere Eisenbahnstrecke der Canadian National Railway und der Canadian Pacific Railway durch den Bezirk.
|                   | Ponoka County                               | Camrose County           |
| Clearwater County | Kompassrose, die auf Nachbargemeinden zeigt | County of Stettler No. 6 |
|                   | Red Deer County                             |                          |

## Bevölkerung
| Jahr | Erhebung          | Einwohner | Änderung | Fläche (km²) | Bev.-dichte (EW/km²) |
| ---- | ----------------- | --------- | -------- | ------------ | -------------------- |
| 2016 | Volkszählung 2016 | 10.343    | + 0,3 %  | 2.765,16     | 3,7                  |
| 2011 | Volkszählung 2011 | 10.312    | − 0,8 %  | 2.766,65     | 3,7                  |

## Gemeinden und Ortschaften
Folgende Gemeinden liegen innerhalb der Grenzen des Verwaltungsbezirks:
- Stadt (City): Lacombe
- Kleinstadt (Town): Bentley, Blackfalds, Eckville
- Dorf (Village): Alix, Clive
- Weiler (Hamlet): Haynes, Joffre, Mirror, Morningside, Tees

Außerdem bestehen noch weitere, noch kleinere Ansiedlungen und Einzelgehöfte. Ebenfalls liegen im Bezirk mehrere Sommerdörfer („Summer Village of Birchcliff“, „Summer Village of Gull Lake“, „Summer Village of Half Moon Bay“, „Summer Village of Sunbreaker Cove“). Bei den Sommerdörfern handelt es sich um eine besondere Verwaltungseinheit mit teilweise eigener Verwaltung. Weiterhin liegen im Bezirk auch mehrere Kolonien der Hutterer. Diese Kolonien haben eine dorfähnliche Struktur und in der Regel 100 bis 150 Einwohner. 